# Bishopbriggs
Bishopbriggs är en ort i Storbritannien.   Den ligger i kommunen East Dunbartonshire och riksdelen Skottland, i den centrala delen av landet, 600 km nordväst om huvudstaden London. Bishopbriggs ligger 60 meter över havet och antalet invånare är 22 668.
Terrängen runt Bishopbriggs är huvudsakligen platt, men norrut är den kuperad. Runt Bishopbriggs är det mycket tätbefolkat, med 2 431 invånare per kvadratkilometer. Närmaste större samhälle är Glasgow, 5,2 km sydväst om Bishopbriggs. Runt Bishopbriggs är det i huvudsak tätbebyggt.